# Giro dell'Emilia 2012
Il Giro dell'Emilia 2012, novantacinquesima edizione della corsa e valida come evento dell'UCI Europe Tour 2012, si svolse il 6 ottobre 2012 su un percorso di 193 km. La vittoria fu appannaggio del colombiano Nairo Quintana, che completò il percorso in 4h40'22", precedendo lo svedese Fredrik Kessiakoff e l'italiano Franco Pellizotti.
Sul traguardo di San Luca 25 ciclisti, su 115 partiti da Bologna, portarono a termine la competizione.

## Ordine d'arrivo (Top 10)
| Pos. | Corridore            | Squadra            | Tempo    |
| ---- | -------------------- | ------------------ | -------- |
| 1    | Nairo Quintana       | Movistar Team      | 4h40'22" |
| 2    | Fredrik Kessiakoff   | Astana             | a 3"     |
| 3    | Franco Pellizotti    | Androni Giocattoli | a 4"     |
| 4    | Domenico Pozzovivo   | Colnago-CSF        | a 9"     |
| 5    | Chris Anker Sørensen | Saxo Bank          | a 22"    |
| 6    | Matteo Rabottini     | Farnese Vini       | a 33"    |
| 7    | Giovanni Visconti    | Movistar Team      | a 35"    |
| 8    | Riccardo Chiarini    | Androni Giocattoli | a 37"    |
| 9    | Miguel Ángel Rubiano | Androni Giocattoli | a 1'17"  |
| 10   | Gianluca Brambilla   | Colnago-CSF        | a 1'55"  |